# 비스테카 알라 피오렌티나

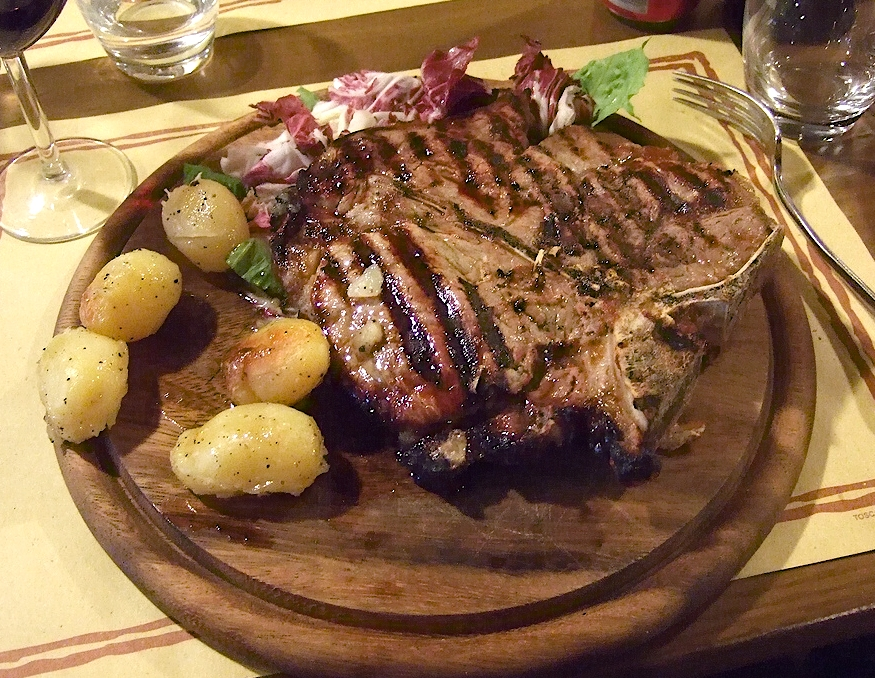

비스테카 알라 피오렌티나 (bistecca alla fiorentina, 비프스테이크 피렌체 스타일)는 어린 수송아지(vitellone) 또는 암소(scottona)로 만든 이탈리아식 스테이크로 특정 준비와 함께 토스카나 요리에서 가장 인기 있는 요리 중 하나이다. 불씨 또는 그릴에서 조리하는 뼈를 포함한 하이 컷으로, 익은 정도는 블루/레어(50 °C) 사이이다.

## 역사
피렌체 스테이크의 역사는 이탈리아 도시 피렌체만큼 오래되었으며, 그 이름에서 유래했으며 그 기원의 흔적은 시간이 지남에 따라 사라졌다. 그러나 그 전통, 유명세 및 이름은 8월 10일 성 로렌스 축일과 메디치 가문의 축하 행사로 거슬러 올라간다. 페스타 디 산 로렌초 (Festa di San Lorenzo) 행사에서 도시는 큰 모닥불의 빛으로 밝혀졌고, 그곳에서 많은 양의 송아지 고기가 구워져 주민들에게 분배되었다.
메디치 시대의 피렌체는 전 세계 여행자들을 만날 수 있는 중요한 교차로였다. 성 로렌스 축일에는 일부 영국 기사들이 축하 행사에 참석하여 불에 구운 고기를 제공받았다고 한다. 그들은 그들이 먹고 있는 고기의 종류를 언급하면서 그것을 그들의 언어로 비프 스테이크라고 불렀다. 여기에서 현재 이탈리아어에 맞게 번역되어 현재까지 내려온 비스테카라는 단어가 만들어졌다.
다른 버전은 토스카나 요리에 족적을 남긴 19세기 피렌체에 있었던 영국으로 거슬러 올라간다. 이들은 비프 스테이크와 같은 고급 고기를 정확하게 먹을 수 있을 뿐만 아니라 피렌체 요리에도 있는 로스트 비프도 먹을 수 있는 부유한 사람들이었다.
1950년대에 피렌체의 출판사 코라도 테데스키 (Corrado Tedeschi)는 스테이크 파티(Steak Party, Partito della Bistecca)로 더 잘 알려진 이탈리아 네티스트 파티(Nettist Party)를 설립했다. 반정치주의의 선구자이자 최초의 이탈리아 풍자 정당으로 여겨지는 스테이크 파티는 1953년 이탈리아 총선에서 "내일 제국보다 오늘 스테이크가 낫다"는 모토로 사람들에게 매일 450g의 스테이크를 제공하겠다고 약속하면서 참여했다.

## 같이 보기
- 이탈리아 요리
- 티본